# Derviscio rotante
Il derviscio rotante (in turco Semazen preso in prestito dal persiano Sama-zan, Sama, che significa ascoltare, dall'arabo, e zan, che significa fare, dal persiano) è un derviscio che pratica una forma di meditazione fisicamente attiva che ha avuto origine tra alcune confraternite islamiche sufi e che è ancora praticata dai dervisci della confraternita mevlevi e altri ordini come il Rifa'i-Marufi. È una pratica di meditazione consueta eseguita all'interno del sema, o cerimonia di adorazione, attraverso la quale i dervisci (chiamati anche semazen, dal persiano سماعزن‎) mirano a raggiungere la fonte di ogni perfezione. Questo viene cercato abbandonando il proprio nafs, ego o desideri personali, ascoltando la musica, concentrandosi su Dio e ruotando il proprio corpo in maniera ripetitiva, che è stato visto come un'imitazione simbolica dei pianeti nel sistema solare in orbita attorno al sole.
La pratica mevlevi ha dato origine alla forma egiziana, tanoura, caratterizzata dall'uso di una gonna multicolore. Questo si è anche sviluppato in una danza da esibizione di non sufi, compresi ballerini al di fuori del mondo islamico.

## Origine

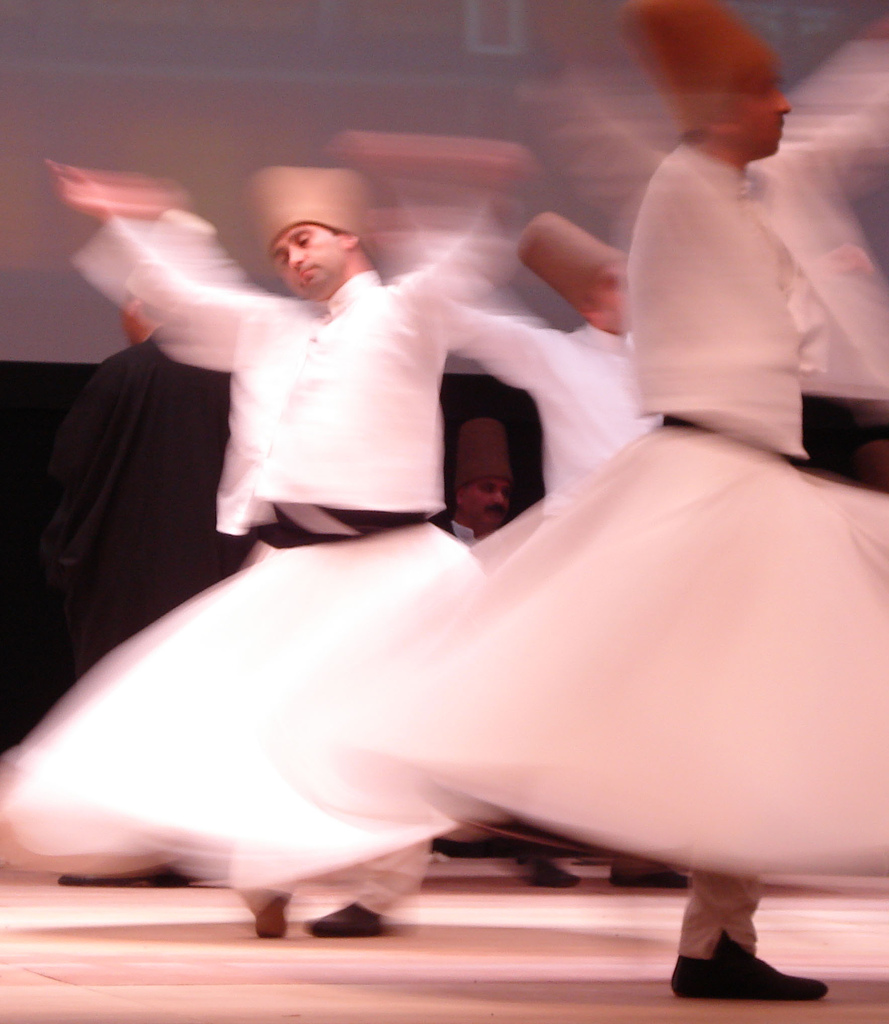
Dervisci rotanti al Rumi Fest 2007

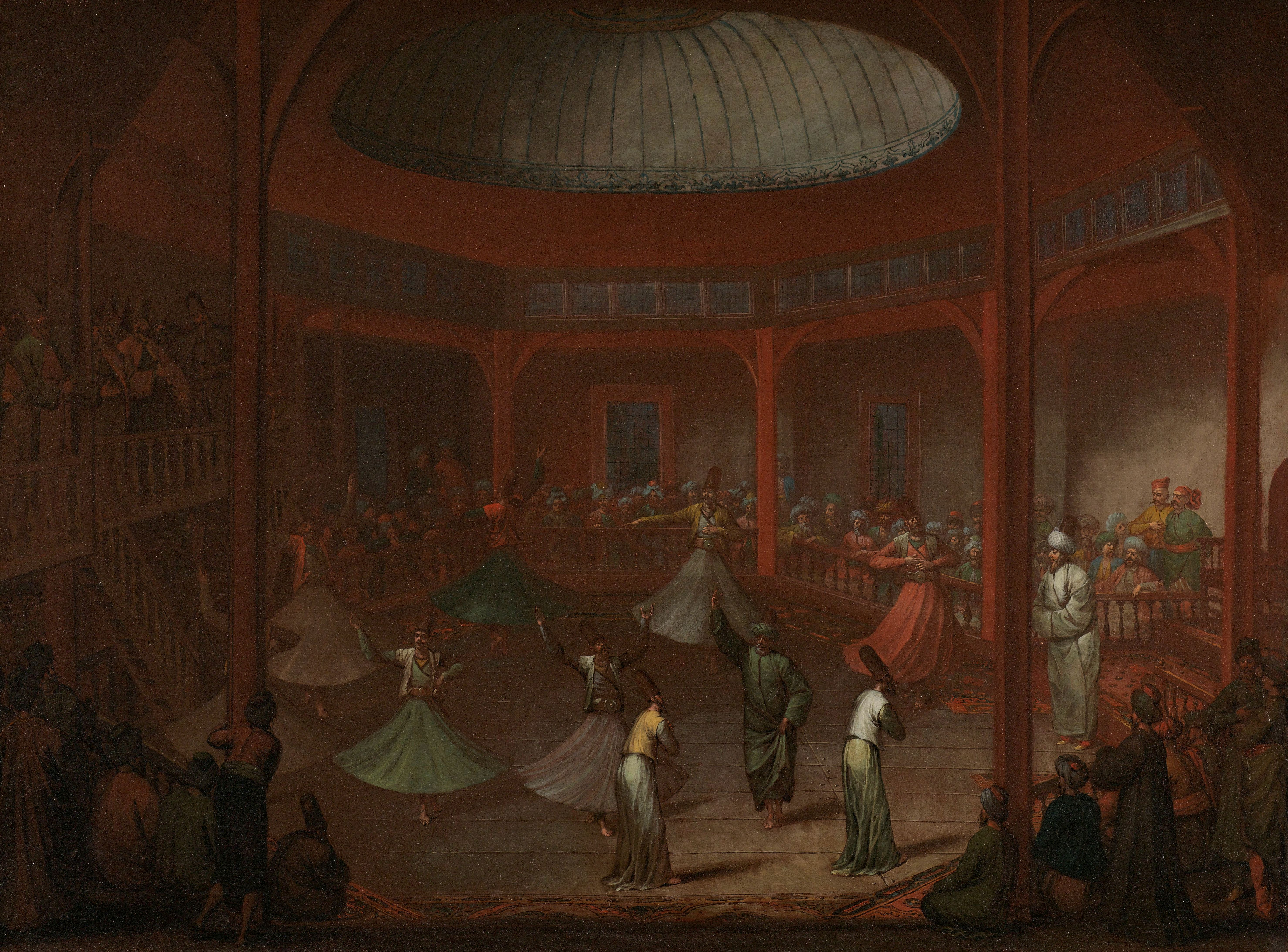
Dervisci Mevlevi che volteggiano a Pera di Jean-Baptiste van Mour

I dervisci rotanti nacquero da Jelaluddin Rumi (1207-1273).
"Nel XII secolo, le confraternite sufi ( طرائق‎ ṭarāʾiq ) furono inizialmente organizzate come una organizzazione consolidata in cui un membro seguiva una disciplina prescritta al servizio di uno sceicco o di un maestro al fine di stabilire un rapporto con questi." Un membro di tale confraternita è indicato come un darwish persiano. Questi turuk (plurale di tariqa) erano responsabili dell'organizzazione di un'espressione islamica della vita religiosa, spesso fondata da santi indipendenti o risultata dalla divisione di ordini esistenti. Ogni tariqa sufi deriva da un'unica silsila, o "catena d'ordine" in cui un membro deve imparare, poiché la silsila lega ogni membro ad Allah attraverso la propria catena d'ordine. La propria silsila si estende attraverso l'insegnante individuale del membro, al suo insegnante e così via, attraverso il tempo fino a quando si è collegati al Profeta e quindi ad Allah. Il Profeta stesso è venerato come il creatore del Sufismo, che a sua volta è stato rintracciato attraverso una serie di santi.

## Pratica
Un derviscio pratica molteplici rituali, il principale dei quali è il dhikr, un ricordo di Allah. Il dhikr prevede la recitazione della preghiera devozionale islamica. Questo dhikr è accoppiato con esercizi fisici di movimento, in particolare danza e rotazione, al fine di raggiungere uno stato considerato dagli estranei come di "trance estatica". Come spiegato dai sufi:
Nell'ordine Mevlevi, la pratica del dhikr viene eseguita con un abito tradizionale: un tennure, un abito bianco senza maniche, il destegul, una giacca a maniche lunghe, una cintura e un soprabito nero o khirqa da rimuovere prima che inizi la danza. All'inizio della danza rituale, il derviscio indossa un berretto di feltro, un sikke, oltre a un turbante avvolto intorno alla testa, un marchio dell'ordine Mevlevi. Lo sceicco conduce il rituale con regole rigide. Iniziando

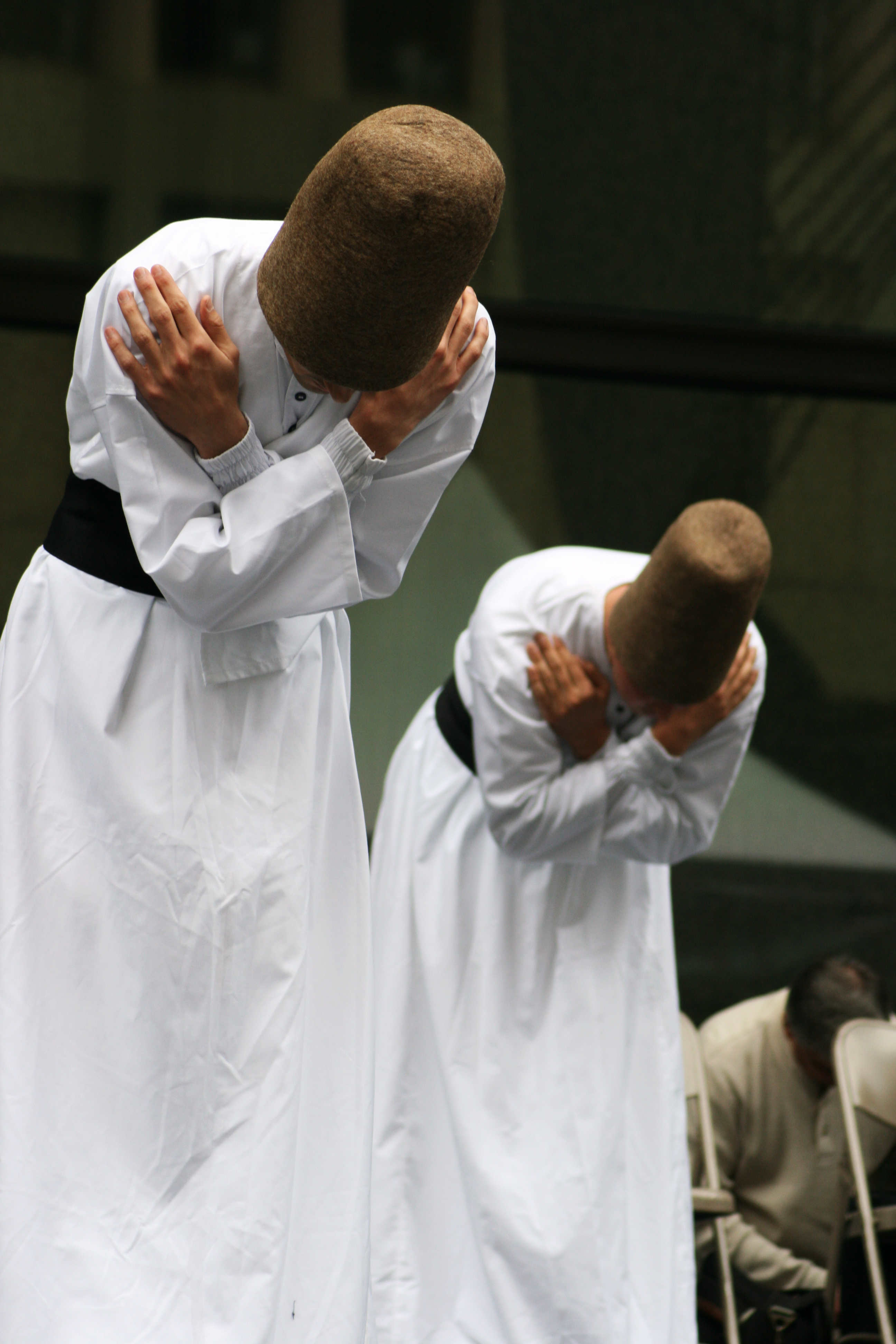
Dervisci rotanti turchi dell'Ordine Mevlevi, inchinandosi all'unisono durante la cerimonia del Sema

Il mondo occidentale, avendo assistito alla danza dei sufi attraverso il turismo, ha descritto le varie forme di dhikr come "abbaiare, ululare, ballare, ecc." La pratica di ogni tariqa è unica per il suo ordine individuale, tradizioni e costumi specifici possono differire da paese a paese. La stessa tariqa in un paese non rispecchierà quella di un altro paese poiché il rituale di ciascun ordine sottolinea la "vita religiosa emotiva" in varie forme. L'ordine Mevleviyah, come molti altri, pratica il dhikr eseguendo una meditazione vorticosa. Accompagnando le pratiche dhikr del vortice e della preghiera, l'usanza del sama serve a favorire il "nutrimento dell'anima" attraverso l'"ascolto" devozionale dei "suoni 'sottili' del mondo nascosto o del cosmo". In contrasto con l'uso del sama, la preghiera vorticosa e devozionale nella pratica del dhikr, gli ordini della tariqa eseguono il vortice sufi oltre a suonare strumenti musicali, consumare braci ardenti, scorpioni vivi e vetro, perforare parti del corpo con aghi e punte, o praticare chiaroveggenza e levitazione. La pratica dei dervisci può essere eseguita da residenti della comunità o membri laici, i membri sono tipicamente quelli delle classi inferiori. All'interno della fede islamica, a differenza della legge mediorientale, le donne hanno lo stesso status degli uomini, consentendo alle donne di partecipare al dhikr come dervisci. Le donne venivano accolte in un ordine tariqa da uno sceicco maschio, ma tradizionalmente venivano istruite a praticare il dhikr da sole o con un ramo stabilito di donne all'interno di un ordine specifico. La danza sufi, un culto del dhikr, divenne una pratica neutrale rispetto al genere e alla classe in tutta la regione dell'Islam centrale.
L'usanza del sama tra gli ordini sufi ha una storia di controversie all'interno della fede islamica. In un argomento, si ritiene che l'uso del termine sama suggerisca di "ascoltare" fisicamente un contesto spirituale. Un'opinione diversa sostiene che sama è in realtà l’"udito", poiché "ascoltare" può riguardare qualsiasi suono oltre a qualsiasi suono "sottile" del regno spirituale. Coloro che sostengono il sama affermano inoltre che il termine è in realtà sinonimo di "comprensione" e quindi riconoscimento e applicazione della Rivelazione, nonché l'atto di "ottenere una conoscenza superiore". Sama può anche riferirsi all'ascolto premuroso di un leader temporale onesto che assicura la giustizia sociale e rende la parola di Dio un elemento dominante. La diffusione del sama tra gli ordini sufi iniziò intorno alla metà del III/IX secolo a Baghdad, trovando infine accettazione e favore nell'Islam persiano, turco e indiano. L'usanza di sama si è evoluta nella pratica nel tempo in quanto ha integrato il sufi dhkir, il vortice e tra alcuni ordini la danza e un pasto. Delle regole di decoro e delle condizioni furono adottate in base alla diffusa preoccupazione che circondava la necessità del sama con il dhikr; per distinguere tra intrattenimento e preziosa pratica spirituale, il sama veniva distinto come udito dall'ego, dal cuore o dallo spirito. Nonostante l'applicazione delle regole, alcuni sceicchi hanno continuato a limitare o disapprovare la pratica del sama. Mentre la controversia metteva continuamente in discussione il posto del sama negli ordini sufi, la musica stessa non ne fu influenzata. Più di recente, l'usanza del sama è più comunemente eseguita all'interno di una cerimonia dhikr. I sostenitori del sama continuano a sostenere che "secondo ciò che non è sama e la danza che induce l'estasi, ma l'estasi che suscita la danza, o inoltre, che il sama è solo uno strumento rivelatore e che fornisce solo ciò che è portato dall'ascoltatore".
Nel 2005, l'UNESCO ha proclamato la " Cerimonia Mevlevi Sema" della Turchia come uno dei capolavori del patrimonio orale e immateriale dell'umanità .

## Tecnica
I dervisci riescono a danzare per lunghi periodi senza sperimentare vertigini o nausea grazie a una combinazione di postura corporea, concentrazione e abbigliamento specifico. Durante la danza, la testa è inclinata di circa venticinque gradi, le braccia sono aperte e lo sguardo è mantenuto semiaperto, creando una "fissazione ottica" che contribuisce a stabilizzare la percezione visiva.La danza implica anche l'uso di gonne chiamate "Tennure", che si aprono durante il movimento, sfruttando la forza centrifuga per ridurre l'oscillazione e gli scossoni. I dervisci ruotano attorno al piede sinistro, con il corpo che si sposta in una serie di movimenti ripetitivi, il cui obiettivo è minimizzare le vibrazioni e stimolare il centro di equilibrio nell'orecchio interno.

## Oggi

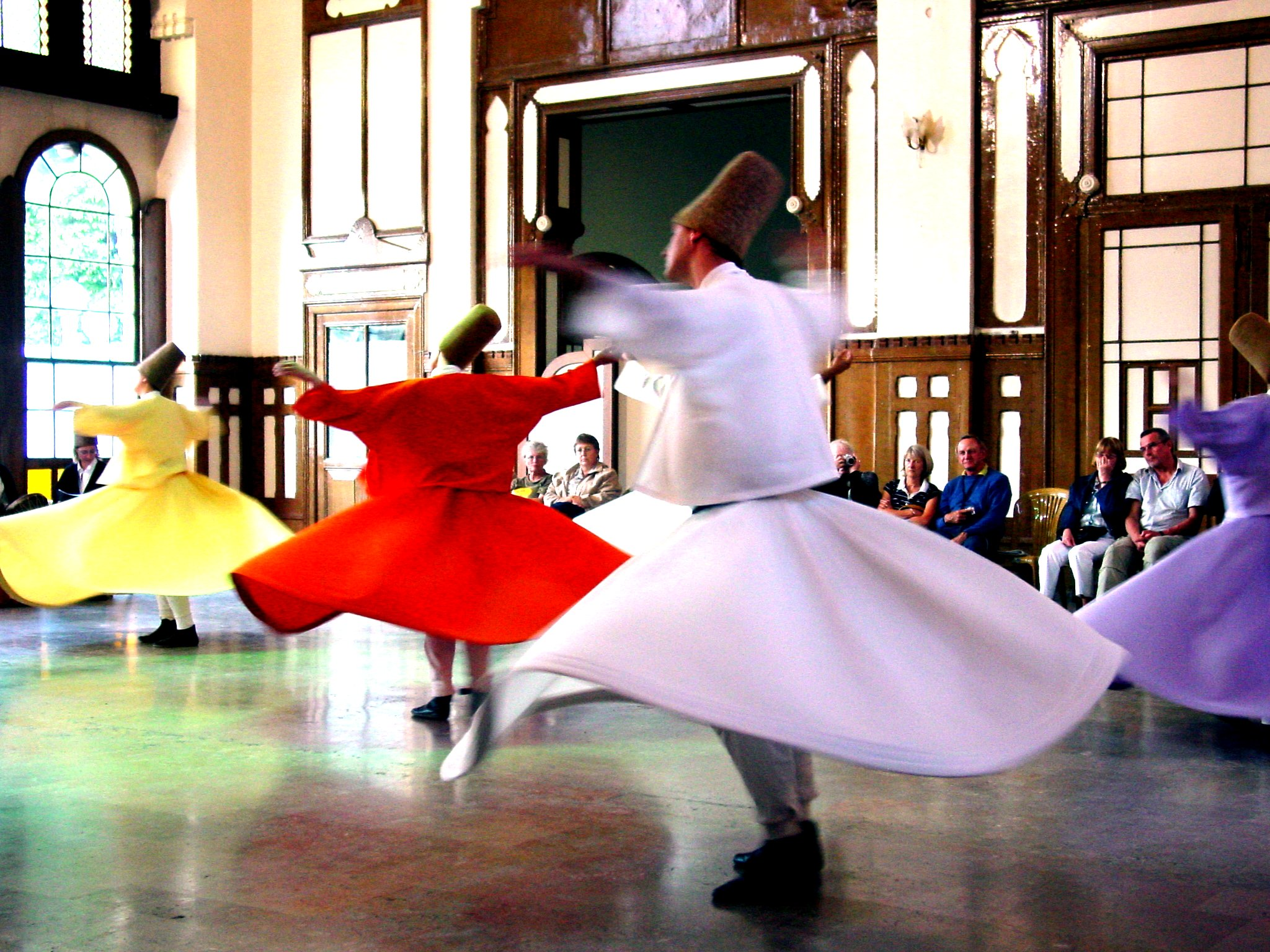
Cerimonia del Sema alla stazione ferroviaria di Sirkeci, Istanbul

Le comunità dei dervisci, nel Medioevo, hanno svolto un ruolo centrale nella vita sociale, religiosa e politica in tutte le "terre islamiche centrali". Gli ordini dervisci un tempo erano di dimensioni molto più grandi di quelle odierne, poiché il governo ha preso il controllo sulla maggior parte dei monasteri dervisci in quest'area. Nel 1925 la Turchia ordinò per decreto lo scioglimento di tutte le confraternite sufi, i Mevlevi riuscirono a sopravvivere nei piccoli villaggi in tutto il Medio Oriente. Nel 1954, il governo turco concesse all'ordine Mevlevi un permesso speciale per eseguire pratiche di danza rituale per i turisti durante due settimane all'anno. Al di fuori dell'intrattenimento turistico, i teologi ortodossi avevano ormai escluso la pratica dei dervisci, con il risultato di faqir, o dervisci mendicanti erranti in tutte le regioni islamiche centrali. Nonostante il rigoroso controllo del governo sulle pratiche dei Dervisci, l'ordine Mevleviyah ha continuato la sua esistenza in Turchia fino ad oggi.
Mentre storicamente solo gli uomini sono stati autorizzati a prendere parte alla cerimonia, alcune comunità ora consentono alle donne di partecipare.

## Forme regionali e secolari

### Tanoura egiziano

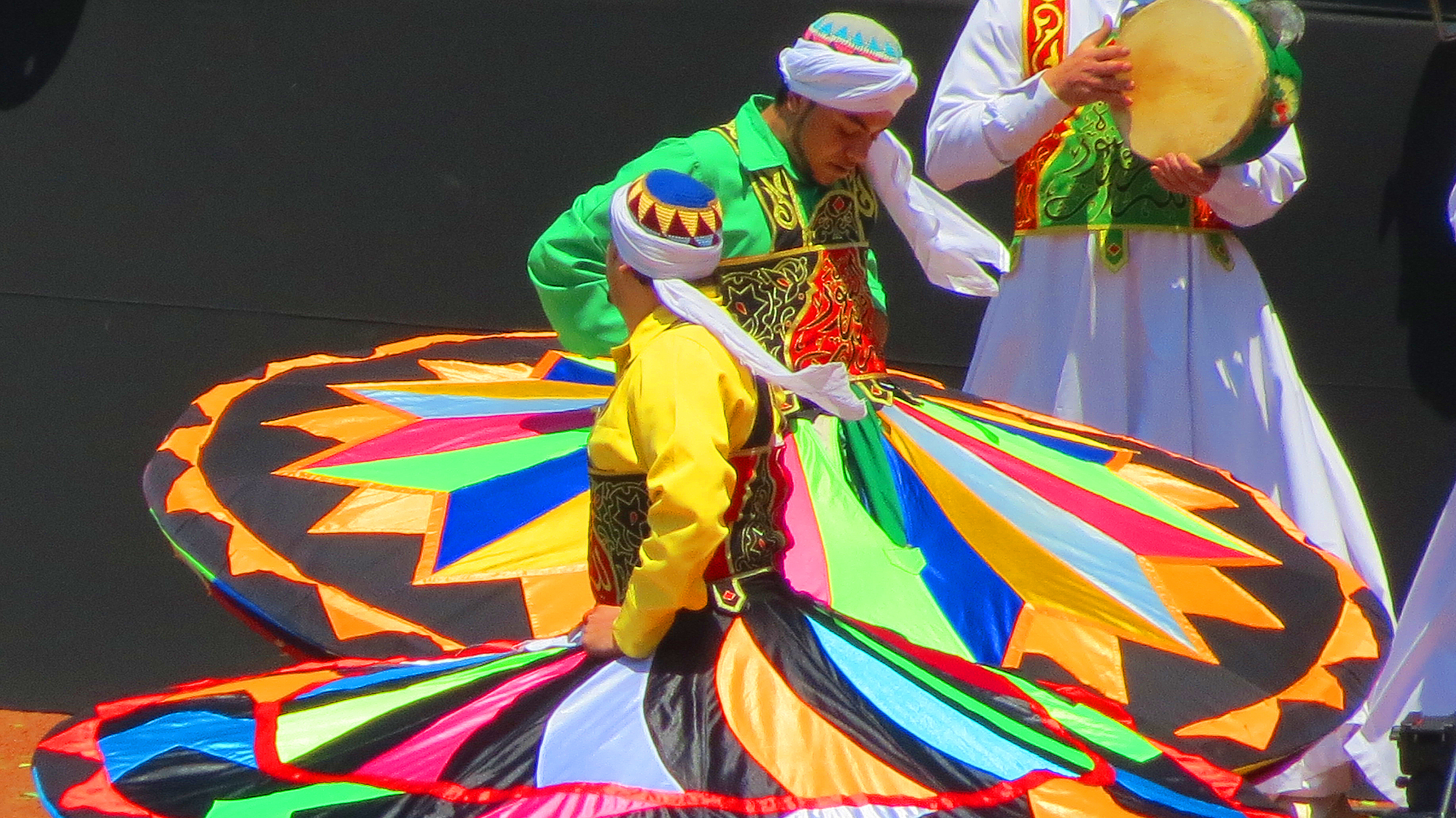
Ballerini egiziani di tanoura

In Egitto, questa pratica è stata adattata come Tanoura (in arabo التنورة‎? el-tanoura). La parola tanoura o tannoura si riferisce alla gonna colorata indossata dal derviscio, con un colore che rappresenta ogni ordine sufi. La parola può anche riferirsi al ballerino, tradizionalmente un uomo sufi. Il tanoura è associato al sufismo e viene eseguito nei festival sufi, ma viene eseguito anche da non sufi come danza popolare o danza da concerto.
Sebbene sia utilizzato principalmente per effetti visivi, i ballerini aumentano anche il loro equilibrio con la tanoura, attraverso un effetto centrifugo dinamico.

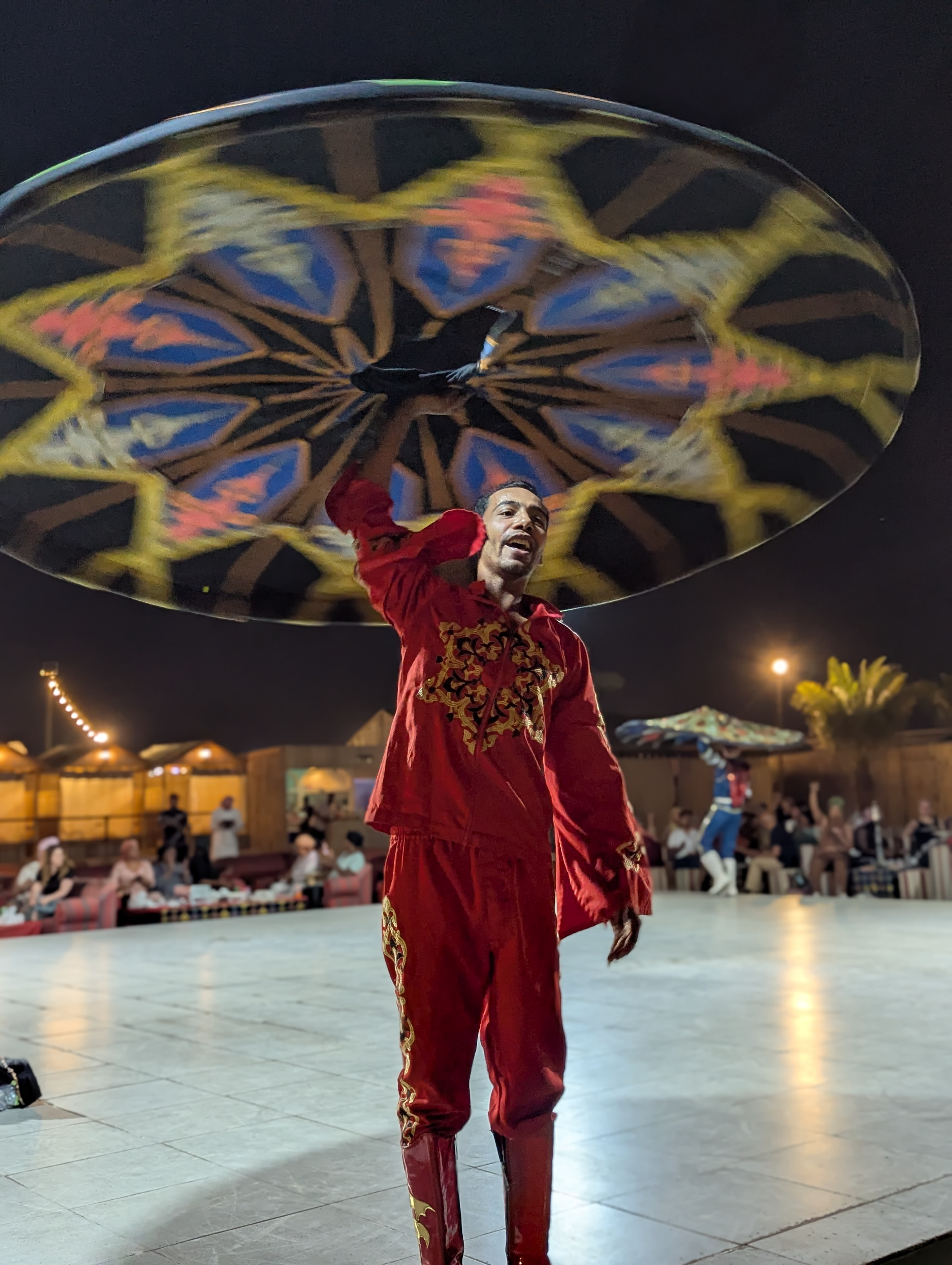
Ballerini Tanoura

### Pakistan
Nei santuari sufi in Pakistan, come il santuario Lal a Sehwan, Sindh, la pratica dei dervisci sufi è chiamata Dhamaal e viene eseguita per onorare i santi sufi, o qalandar.  A differenza della pratica turca, il Dhamaal può essere praticato da qualsiasi devoto - sacerdoti e pellegrini. Dhamaal è solitamente preceduto dal battito di un tamburo (naghara) e dal suono delle campane, mentre i pellegrini alzano le mani, iniziano a eseguire i passi in piedi in un punto e gradualmente entrano in trance mentre i battiti diventano più veloci. Man mano che i battiti diventano più veloci, i ritmi cambiano e i battiti dei tamburi sono accompagnati dal suono di shehnai.

I praticanti associano la danza a Lal Shahbaz Qalandar e alle proteste seguite alla battaglia di Karbala . Ritengono che il ritmo del tamburo evochi il ritmo della creazione dell'universo, come illustrato nel concetto di Kun Fyakun. 

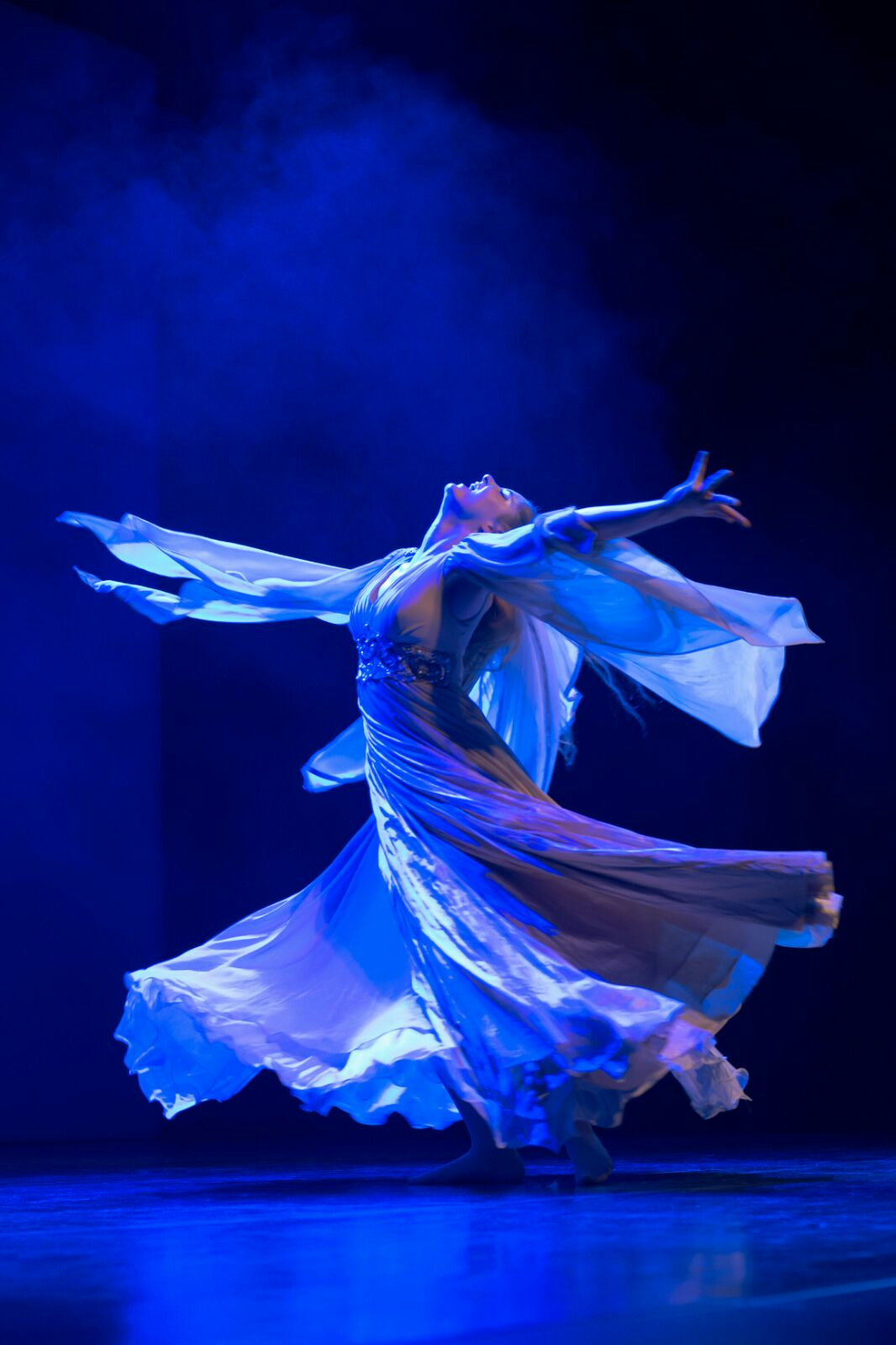
Derviscio che si esibisce con un costume moderno

### In Occidente
La tradizione tanoura ha attirato un certo interesse da parte degli occidentali nella comunità della danza del ventre. Questi artisti includono sia uomini che donne, solisti e in gruppi. Tali spettacoli possono essere aumentati con articoli pirotecnici o oggetti di scena, come veli, ali e nastri. Le tecniche utilizzate nella Tanoura egiziana possono essere adottate anche dalle danzatrici del ventre per aiutare con il loro equilibrio e controllare le vertigini.
La danza sufi è stata promossa anche dall'attrice e memorialista Annabelle Gurwitch come una forma di sollievo dallo stress.

## Fisiologia
Una caratteristica distintiva della danza dei dervisci è la rotazione continua (in senso orario o antiorario) attorno a un asse radicale centrale evitando vertigini. Nei ballerini non allenati, questa rotazione prolungata provoca vertigini o vertigini indotte dal movimento. L'allenamento per la rotazione si focalizza sull'orecchio interno, che è responsabile delle funzioni di equilibrio negli esseri umani. Per contrastare questo effetto, gli artisti praticano varie tecniche di equilibrio e psicologiche.

## Record
Il Guinness dei primati per "la maggior parte dei dervisci in un'ora" è stato assegnato a Londra nel 2012, a Shafik Ibrahim Abd El Hamed nella categoria maschile con 2905 rotazioni, e Tara Lee Oakley nella categoria femminile con 2191. Questi record sono stati superati a Zurigo nel 2015 da Nicole McLaren, con 3552 rotazioni.
La prestazione di rotazione continua più lunga è stata registrata in più di quattro ore. La maggior parte delle persone che girano simultaneamente era 755, ambientata a Taiwan nel 2011.

## I dervisci rotanti nella cultura italiana
I dervisci rotanti sono citati da Franco Battiato nel brano Voglio vederti danzare, contenuto nell'album L'arca di Noè, ai versi: «Voglio vederti danzare / come i dervisches tourners che girano / sulle spine dorsali». Un'esibizione dei dervisci rotanti compare anche nei videoclip musicali dei brani No Time No Space, contenuto nell'album Mondi lontanissimi, e Torneremo ancora, contenuto nell'omonimo album. Ai dervisci rotanti Battiato ha dedicato tre suoi dipinti. Il famoso musicista turco Süleyman Erguner, con la Mevlana Ensemble Whirling Dervishes, ha omaggiato Battiato con una cerimonia del sama tenutasi a Milo in seguito alla morte dell'artista italiano.